# 柏谷菜々子
今園 沙羅（いまぞの さら）は、日本の女性ファッションモデル。特技はダンス2013年より、本名から今園沙羅に変更した。

## 出演

### 雑誌
- CLASSY
- VoCE
- 百日草のはなよめ
- メトロミニッツ
- タンデムジャパン
- ラピタ

### Still
- TAYA [Sampoo Salon]
- ナンバースリーコレクション
- 丸井 [メガネカタログ]
- Pas de Calais

### CM
- ブライダルエステ [ヴァンベール]
- 松竹梅 [宝船]
- KIRIN [お茶ハイ]
- アサヒ [フルーツブルワリー]
- 日本郵便 [BtoB]
- 積和不動産 [MAST]
- 花王 [ビオレ デオドラント]
- リプトン [レモンティー]

### Show
- クールカレアン [フロアショー]
- ヨコハマインターコンチネンタル [ブライダル]
- ユナイテッドアローズ [オディトエオディール]
- K-swiss
- 京都府主催 [着物コレクション]
- 馬場和子オートクチュール
- New Age's Presence
- ジョイマークデザイン
- タマリス [ヘアーショー]
- 新潟ファッションビジネス専門学校

### その他
- 東武百貨店
- JT MILD SEVEN [プレスカンファレンス]